# 神戸大学大学院工学研究科・工学部

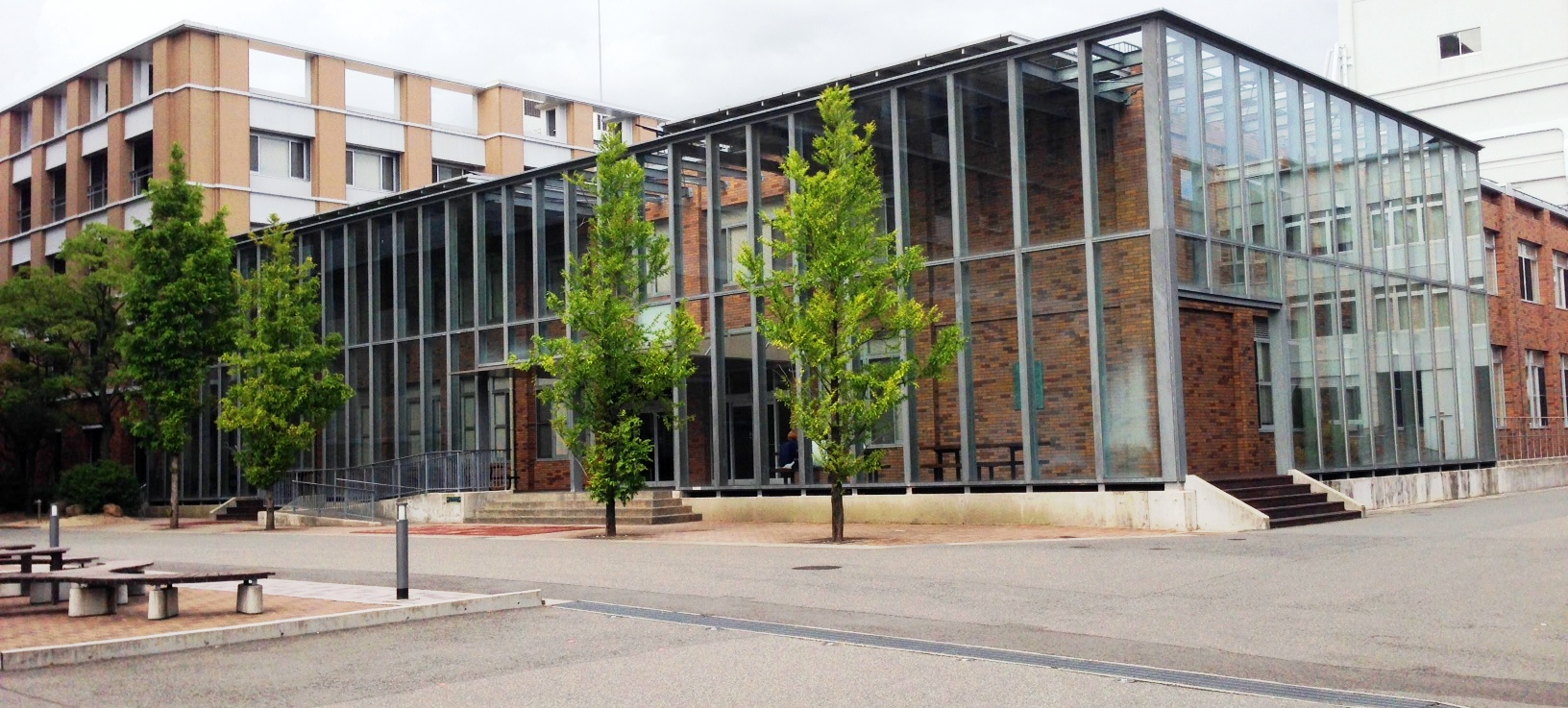
神戸大学工学部本館

神戸大学大学院工学研究科（こうべだいがくだいがくいんこうがくけんきゅうか、英称:Graduate School of Engineering）は、神戸大学に設置される大学院研究科の一つである。また、神戸大学工学部（こうべだいがくこうがくぶ、英称:Faculty of Engineering）は、神戸大学に設置される学部の一つである。

## 概要
神戸大学工学部は、「学務と実務の両立とこれを支える自主的研究の尊重」を掲げて1921年に設立された神戸高等工業学校を前身とし、1949年の神戸大学発足時に神戸大学工学部となった。設立以来、数多くの技術者、経営者、研究者などを輩出し続けている。当初旧制大学から移行した大学にのみ大学院の設置が認められるなど差別的取り扱いがなされたが、横浜国立大学工学部や、広島大学工学部と連携して文部省等への働きかけを続け、1964年には大学院工学研究科修士課程の設立が認められた。
神戸大学工学部は、教育理念として「創造性を育む価値観の形成」、研究理念として「科学・技術の開拓と社会への涵養」を掲げ、誰もが幸福で安寧な未来社会の創造と実現に貢献することを目指している。
2021年、設立100周年を迎えた神戸大学工学部は、次の新たな100年に向けて、神戸大学工学研究科・工学部の新しいビジョンを「世界とつながる「知」の拠点、神戸で　ものづくり、ことづくり、そして　ずっと続くしあわせづくり」とした。

## 沿革
- 1921年 - 神戸高等工業学校設立[1]。
- 1949年 - 神戸大学工学部が発足[1]。
- 1964年 - 大学院工学研究科を設置[1][3]。
- 1994年 - 大学院工学研究科を、大学院農学研究科及び大学院理学研究科と統合し、大学院自然科学研究科に改組[1]。
- 2007年 - 大学院自然科学研究科を解体し、大学院工学研究科として独立[1]。
- 2021年 - 神戸大学工学部の設立100周年。

## 学科
- 入学定員565人[4]
  - 建築学科[4]
  - 市民工学科[4]
  - 電気電子工学科[4]
  - 機械工学科[4]
  - 応用化学科[4]
  - 情報知能工学科[4]

## 工学研究科長・工学部長
- 小池 淳司

## 著名な出身者

### 政治
- 繁本護 - 衆議院議員、財務大臣政務官、元国土交通省国際調整官
- 笹山幸俊 - 元神戸市長、元神戸市都市計画局長
- 滝澤義夫 - 元倉敷市長、元全国市長会副会長、水島機工創業者・元社長

### 行政
- 田邉揮司良 - 元東京都危機管理監、元陸上自衛隊北部方面総監
- 油井洋明 - 神戸市副市長、神戸市民生活協同組合理事長
- 水口和彦 - 元神戸市水道局長、阪神水道企業団副企業長

### 経済
- 市橋浩治 - ENBUゼミナール代表取締役、新藤兼人賞、エランドール賞
- 上門一裕 - 山陽電気鉄道社長、元日本民営鉄道協会副会長
- 大橋忠晴 - 元川崎重工業社長、元日本商工会議所副会頭、元関西経済連合会副会長
- 勝田善春 - マクセルホールディングス社長
- 金丸恭文 - フューチャー創業者・会長兼社長、元経済同友会副代表幹事、元内閣府規制改革推進会議議長代理
- 串田守可 - 元栗本鐵工所社長、元日本ダクタイル鉄管協会副会長
- 鴻池一季 - 元鴻池組会長兼社長、元大阪建設業協会会長
- 仙田貞雄 - 元三井金属鉱業社長、元日本鉱業協会会長
- 谷井昭雄 - 元松下電器産業（現パナソニックホールディングス）社長
- 谷口典彦 - 元富士通副社長、元富士通アドバンストソリューションズ社長、神戸大学教授
- 種田清隆 - 長府製作所社長
- 寺師茂樹 - 元トヨタ自動車副社長・最高技術責任者兼EV C.A. Spiritプレジデント、自動車技術会会長
- 萩野道義 - 元本田技研工業代表取締役、元自動車技術会会長
- 半井真司 - JR四国社長
- 西久保愼一 - 元スカイマーク社長
- 則久芳行 - 元三井住友建設社長、元プレストレスト・コンクリート工事業協会会長
- 本田聖二 - ジヤトコ会長、元日産自動車シニア・バイス・プレジデント、元神奈川県環境保全協議会会長
- 松下龍二 - 元パナソニック ホームズ社長、元プレハブ建築協会副会長
- 宮田喜一郎 - オムロン副社長・最高技術責任者、元オムロン ヘルスケア社長
- 山元賢治 - 元Apple日本法人社長、元EMC日本法人副社長

### 研究
- 井上雄紀 - ロボット工学、大阪工業大学教授
- 井垣宏 - 情報工学、大阪工業大学教授
- 茨木久 - 通信工学、元NTTサイバーソリューション研究所所長、超臨場感コミュニケーションフォーラム副会長
- 大塚理彦 - 知的財産学、大阪工業大学教授
- 大森英樹 - 電気工学、大阪工業大学教授
- 沖村孝 - 土木工学、神戸大学名誉教授、元日本地形学連合会長
- 小椋大輔 - 建築環境工学、京都大学教授
- 小澤守 - 熱工学、関西大学名誉教授、元日本伝熱学会会長、元日本混相流学会副会長
- 梶慶輔 - 化学、京都大学名誉教授、元繊維学会副会長
- 河合俊和 - 医用生体工学、大阪工業大学教授
- 黒田龍二 - 建築史、神戸大学名誉教授、日本建築学会奨励賞、建築史学会賞
- 小林行雄 - 考古学、京都大学名誉教授、恩賜賞・日本学士院賞
- 駒井幸雄 - 環境化学、元大阪工業大学教授
- 佐川眞人 - 金属工学、インターメタリックス社長、エリザベス女王工学賞、朝日賞、日本国際賞、ネオジム磁石発明者
- 柴田俊一 - 原子炉工学、京都大学名誉教授、元原子力委員会参与
- 酒澤茂之 - 通信工学、大阪工業大学教授
- 白髪誠一 - 構造デザイン学、大阪工業大学教授、大阪府建築士審査会会長
- 鈴木優 - 情報工学、岐阜大学准教授
- 田中正夫 - 生体工学、大阪大学教授、日本機械学会副会長
- 辻内伸好 - 機械工学、同志社大学教授、元日本機械学会機械力学・計測制御部門長
- 冨田佳宏 - 機械工学、神戸大学名誉教授、元日本機械学会計算力学部門長
- 中村吉伸 - 化学、大阪工業大学教授
- 能島裕介 - 情報工学、大阪公立大学（旧：大阪府立大学）教授
- 濱島正士 - 建築史、国立歴史民俗博物館名誉教授、元文化財建造物保存技術協会会長
- 藤井秀司 - 化学、大阪工業大学教授
- 村岡茂信 - ロボット工学、元大阪工業大学教授。
- 森謙一郎 - 機械工学、豊橋技術科学大学名誉教授、日本塑性加工学会副会長
- 山本量一 - 化学工学、京都大学教授
- 脇田由実 - システム工学、大阪工業大学教授

### 建築
- 稲塚二郎 - 建築家
- 毛綱毅曠 - 建築家、多摩美術大学教授、日本建築学会賞作品賞、都市景観大賞
- 森暢郎 - 建築家、元山下設計社長、元日本建築学会副会長、元日本建築家協会副会長、BCS賞特別賞
- 水谷頴介 - 建築家、都市景観大賞、日本都市計画学会石川賞
- 柏木浩一 - 建築家、兵庫県立大学教授
- 瀬戸本淳 - 建築家、兵庫県功労者表彰、神戸市文化活動功労賞
- 李暎一 - 建築家、元ホーチミン市建築大学客員教授、元西ヤンゴン工科大学客員教授

### その他
- 明松功 - フジテレビジョンローカル営業部長
- ナカヤマン。 - マーケター
- 岡本健太 - 写真家、写真新世紀佳作
- 坂井信行 - 都市計画家、住まいのまちなみ賞
- シリン・ネザマフィ - 小説家、文學界新人賞、留学生文学賞
- 元長柾木 - ゲームシナリオライター、アダルトゲームブランドotherwiseメインライター
- 大内厚雄 - 俳優
- 後藤英樹 - 俳優
- ジョー小泉 - ボクシング評論家、マッチメーカー、トレーナー、国際ボクシング名誉の殿堂博物館および世界ボクシング殿堂入り
- 福田和代 - 小説家
- 三井昌志 - 写真家、旅行作家、日経ナショナルジオグラフィック写真賞ピープル部門最優秀賞
- 綿本彰 - ヨガ想指導者、瞑想指導者